# Паркань (Шолданештський район)
Паркань (рум. Parcani) — село у Шолданештському районі Молдови. Утворює окрему комуну.

## Населення
За даними перепису населення 2004 року у селі проживали 769 осіб.
Національний склад населення села:
| Національність   | Кількість осіб | Відсоток   |
| ---------------- | -------------- | ---------- |
| молдавани румуни | 750 11         | 97,5% 1,4% |
| росіяни          | 5              | 0,7%       |
| українці         | 2              | 0,3%       |
| болгари          | 1              | 0,1%       |
| Всього           | 769            | 100%       |